# Žampašský most
Žampašský most (někdy je také nazýván most na Žampachu či Kocourský viadukt) je druhým nejvyšším kamenným železničním mostem ve střední Evropě, hned po Landwasserviaduktu ve Švýcarsku. Některé zdroje uvádějí, že jde dokonce o nejvyšší most tohoto typu ve střední Evropě. Most překlenuje údolí Kocour a potok Studený (Kocourský potok) mezi částmi Žampach a Studené města Jílové u Prahy, mezi stanicí Jílové u Prahy a zastávkou Luka pod Medníkem na železniční trati Vrané nad Vltavou – Čerčany. Kamenný most je kulturní památkou České republiky od roku 1958.

## Technické údaje
Most tvoří sedm oblouků o rozpětí 12 m. Výška mostu je 41,73 m (je jen o necelý metr nižší než Nuselský most v Praze). Celková délka mostu je 109,33 m. Jeho podélná osa není v přímce, ale je tvořena obloukem o poloměru 180 m. Most je postaven z granodioritu (hrubozrnné žuly). Mostovka má šířku 5,77 m. Kónické pilíře nejsou stejně široké, každý třetí je silnější. Nejvyšší pilíř má výšku 33 m.

## Výstavba
Stavba byla započata na jaře roku 1898, ukončena byla slavnostním zahájením provozu 1. května 1900. Ke stavbě byl použit kámen z lomů v okolí (Borek, Kamenný Přívoz), který byl ke stavbě dopravován polními drážkami a ze dna údolí nahoru dvojkolejnou svážnicí.
Na stavbu bylo spotřebováno 5 780 m³ lomového kamene, 600 m³ kamenných kvádrů, 450 m³ klenebních kamenů a 56 kamenných krakorců. Pro stavbu dřevěného lešení bylo spotřebováno 488 m³ kulatiny a 750 m³ fošen.
Stavbu provádělo denně okolo 200 dělníků převážně z Itálie, kteří prováděli podobné stavby v Alpách.
Most slouží bez větších oprav dodnes běžnému provozu. V letech 2011–2012 byla provedena rekonstrukce mostu. Bylo vyměněno kolejové lože, položena nová izolace mostu proti zatékání vody, osazeno nové zábradlí, vyměněny poškozené římsové kameny, nové vyspárování kamenného zdiva s následnou cementovou injektáží.

## Mince
V roce 2013 byla Českou národní bankou vydána zlatá mince v nominální hodnotě pět tisíc korun Železniční most v Žampachu, která je součástí desetidílného cyklu Mosty České republiky 2011–2015. Autorem návrhu mince je medailér Zbyněk Fojtů.

## Galerie

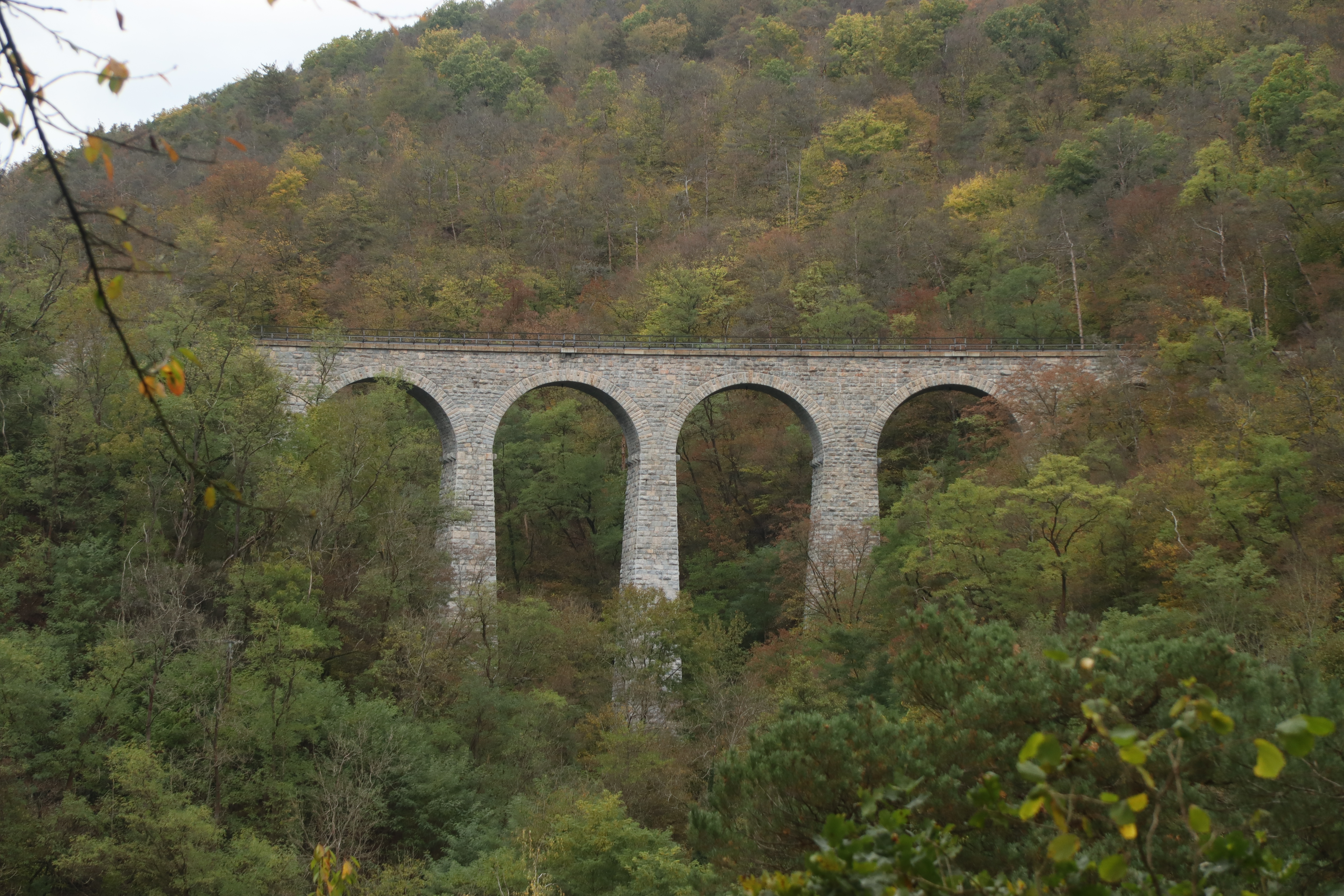
Boční pohled na most
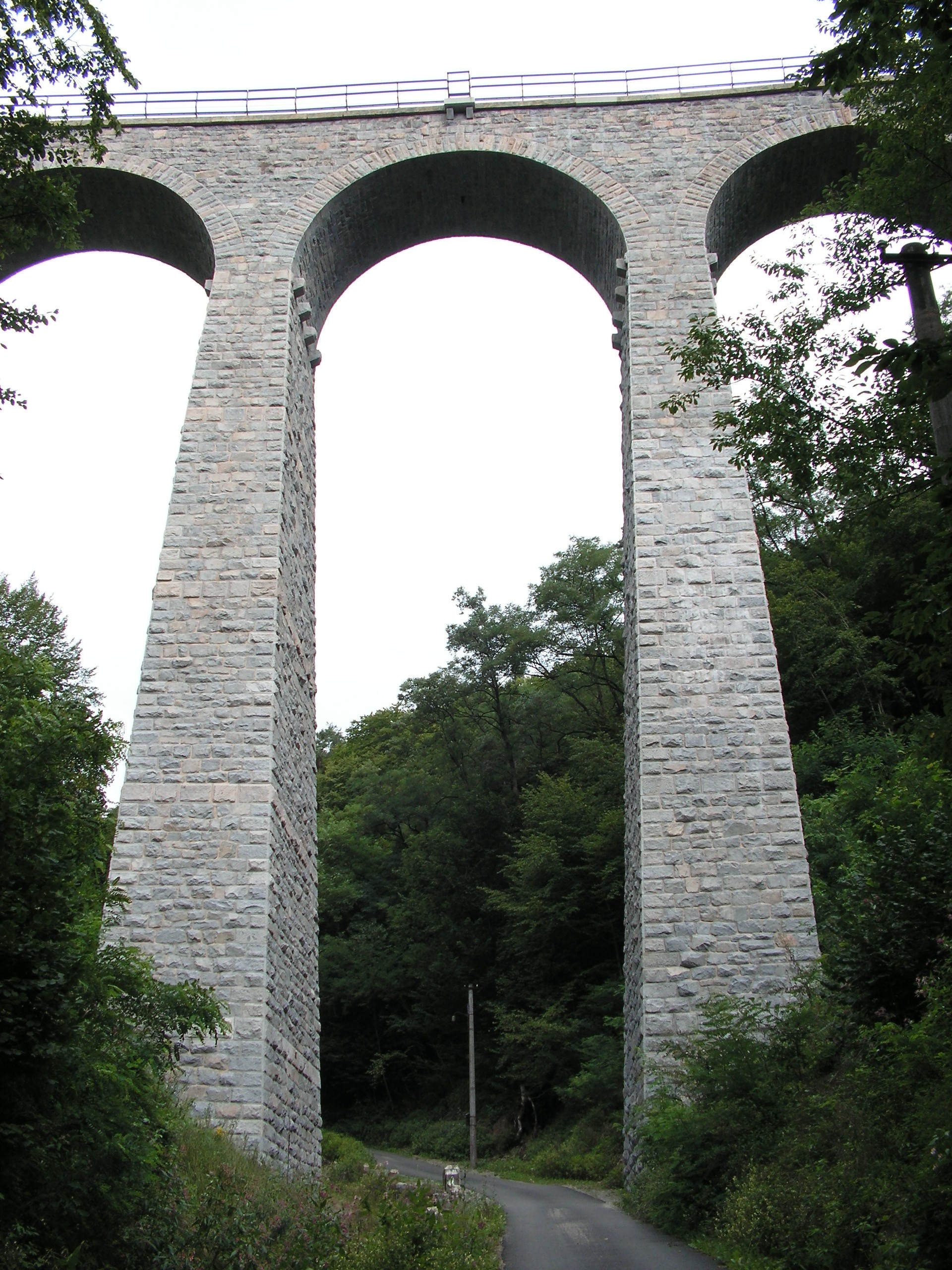
Pohled na pilíře ze silnice
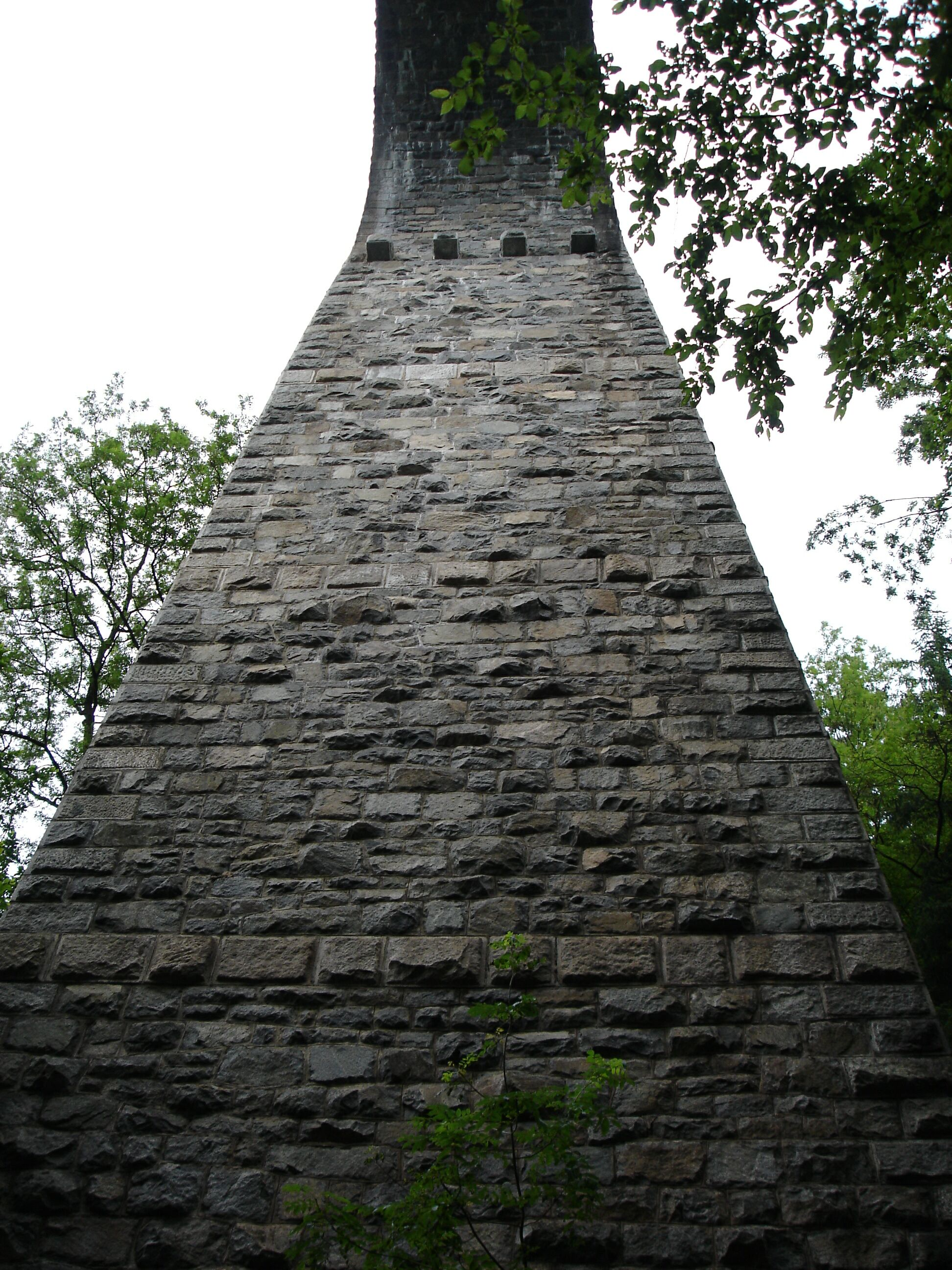
Pohled na krakorce, které sloužily pro oporu lešení při stavbě klenebních skruží